# Martin von Wahrendorff
Martin von Wahrendorff (ur. 26 listopada 1789, zm. 20 stycznia 1861 w Sztokholmie) – szwedzki dyplomata, przemysłowiec i wynalazca.
W latach 1818–1820 był szwedzkim Chargé d’affaires w Wielkiej Brytanii, gdzie zaobserwował m.in. metody produkcji przemysłowej.
Jego ojciec Anders von Wahrendorff był właścicielem m.in. manufaktury produkującej armaty w Åkers styckebruk. W roku 1837 Wahrendorff starał się o patent dla swego projektu armaty ładowanej odtylcowo.  Pierwsze takie działo wyprodukowano w Åkers styckebruk w 1840 roku. W latach czterdziestych XIX wieku Królestwo Sardynii wysłało majora Giovanniego Cavalliego do Åkers styckebruk, aby obejrzał zamówione armaty. Cavalli i Wahrendorff prowadzili liczne eksperymenty z prototypami dział.